# بيلاتوس بي سي-21
بيلاتوس بي سي-21 (بالإنجليزية: Pilatus PC-21)‏ هي طائرة تدريب أُنتجت في سويسرا. من صناعة بيلاتوس للطائرات. كان أول طيران لها في 1 يوليو 2002. دخلت الخدمة في 2008، صنع منها 50 طائرة.

## المستخدمون
قطر
```
القوات الجوية الأميرية القطرية
.
[
1
]
```

 سويسرا
```
القوات الجوية السويسرية
```

 السعودية
```
القوات الجوية الملكية السعودية
 
[
2
]
```

 الإمارات العربية المتحدة
```
القوات الجوية الإماراتية
```

 سنغافورة
```
القوات الجوية السنغافورية
```

قالب:المملكة الأردنية الهاشمية
```
سلاح الجو الملكي الأردني
```